# Margarida Villalonga i Puig
Margarida o Margalida Villalonga i Puig (Palma, ? - Àvila, 1882) va ser una aristòcrata i pintora afeccionada mallorquina, mare de Gabriel Alomar.
Nascuda a Palma, pertanyia a la família Villalonga de Tofla, una possessió situada a Alaró. Afeccionada a la pintura, va ser deixebla de Francesc Parietti a la seva ciutat natal. Hom afirma que les seves obres van ser elogiades.
Posteriorment es va casar amb Joan Alomar i Barbarín, oficial de l'exèrcit. Arran de l'activitat del seu marit, la família va canviar sovint de domicili, sempre fora de Mallorca, fins a la mort de Villalonga el 1882 a Àvila. A partir d'aquesta data, els seus fills Gabriel i Anna van créixer sota la tutela d'altres familiars a l'illa, on va decidir deixar-los el seu pare.